# Новые Выселки (Алатырский район)
Но́вые Вы́селки (чув. Паснапуç) — деревня Алатырского района Чувашской Республики. Входит в Староайбесинское сельское поселение.

## Географическое положение
Деревня расположена в 44 км к северо-востоку от районного центра, Алатыря. Ближайшая железнодорожная станция Алатырь там же. Деревня находится у истока реки Орбездна. До центра поселения 6,5 км по автодороге на северо-восток.

## История
Деревня основана во 2-й половине XIX века выходцами из села Старые Айбеси. До 1863 года жители были удельными крестьянами Тархановского удельного приказа.
В 1859 году деревня Новый Выселок входило во 2-й стан Буинского уезда Симбирской губернии.
Своей церкви в деревне Новом Выселок (Пасна-Бус) не было, поэтому прихожане ходили в соседнее село Старые Айбеси.
Согласно подворной переписи 1911 года, в деревне Новый Выселок проживало 37 семей. Практиковались переделы земли по мужскому населению. Имелось 46 взрослых лошадей и 4 жеребёнка, 46 коров и 29 телят (а также 15 единиц прочего КРС), 202 овцы и козы, 64 свиньи и 83 улья пчёл. Преобладающие почвы — суглинистый чернозём и серый суглинок, сеяли озимую рожь и яровые овёс и полбу. Из сельскохозяйственных орудий имелось 12 плугов. 13 мужчин были колесниками, трое гнули ободья, 8 человек занимались другими промыслами.
В 1931 году основан колхоз «14 лет Октября».

### Административная принадлежность
До 1920 года деревня относилась к Тархановской волости Буинского уезда Симбирской губернии, в 1921—27 годах — к той же волости Батыревского уезда. Затем деревня относилась к Староайбесинскому сельсовету Алатырского района, с 1935 года — Тархановского, с 1939 года — Первомайского, в 1959 году Батыревского, с ноября 1959 года — вновь Алатырского.

## Население
| 2010 | 2012 |
| ---- | ---- |
| 16   | ↗35  |

Число дворов и жителей:
- 1859 год — 10 дворов, 74 мужчины, 68 женщин[8].
- 1897 год — 28 дворов, 102 мужчины, 104 женщины.
- 1900 год —  в 31 дворах жило: 100 м. и 108 ж.[4];
- 1911 год — 37 хозяйств, 125 мужчин, 121 женщина, из них 45 грамотных и учащихся[5].
- 1927 год — 50 дворов, 113 мужчин, 138 женщин.
- 1939 год — 211 мужчин, 205 женщин.
- 1979 год — 156 мужчин, 183 женщины.
- 2002 год — 26 дворов, 62 человека: 29 мужчин, 33 женщины, чуваши (95 %)[9].
- 2010 год — 8 частных домохозяйств, 16 человек: 8 мужчин, 8 женщин[2].